# Morbäckssätern
Morbäckssätern är fäbodar till Hägnåsens by, båda i Särna socken i Älvdalens kommun. Morbäckssätern ligger kvar på Fulufjällets östsida. Den kunde inte räknats som någon av Dalarnas ca 80 levande fäbodar kring år 2000. Där finns emellertid ett flertal privata nybyggda fritidsstugor samt en skylt som utvisar var "Mors lilla Olle", det vill säga Jon Ersson (Sörsjön), mötte en björnhona med två ungar i september 1850. Antalet björnar är idag betydligt större i Särna socken än 1850, enligt hembygdskännare på Lomskällans museum (muntl. 2011).